# 1916 (Album)
1916 ist das neunte Studioalbum von Motörhead. Es erschien am 26. Februar 1991 bei WTG und in Europa bei Epic Records. Beide Label gehören zum Sony-Konzern, sodass das Album als Major-Label-Debüt der Band gilt.

## Entstehungsgeschichte
Im Sommer 1989 nahm die Band mit No Voices in the Sky, Goin' to Brazil und Shutdown die ersten Demos für ein neues Album auf. Wenige Monate später endete mit der Zusammenarbeit mit Bandmanager Douglas Smith auch der Vertrag mit seinem Plattenlabel GWR Records. Der neue Manager Phil Carson organisierte in London ein Treffen mit Jerry Greenberg, Chef von WTG, einem Sublabel von Sony. Das Label nahm Motörhead unter Vertrag. Kurz vor den Studioaufnahmen zog „Lemmy“ endgültig nach Los Angeles. Zunächst sollte das Album von Ed Stasium produziert werden. Nach der Aufnahme von vier Titeln feuerte ihn die Band, nachdem Stasium beim Mix von Goin' to Brazil Schlagholz- und Tamburin-Klänge verwendet hatte. Fortgesetzt wurden die Aufnahmen mit Pete Solley.
Die Gestaltung des Plattencovers fand zunächst nicht das Einverständnis der Band, welche die ihr vorgelegten fünf Entwürfe ablehnte. Die endgültige Fassung zeigt fast alle Flaggen der am  Ersten Weltkrieg beteiligten Staaten an, allerdings nicht die von Frankreich, was im Widerspruch zum Titellied steht, in dem es um eine Schlacht in Frankreich geht.
Im Februar 1991 begann die Tournee zum Album. Im Vorprogramm spielten The Almighty und die ausschließlich weiblich besetzte Metalband Cycle Sluts from Hell. Die Live-Keyboards wurden zunächst von Phil Campbell neben der Bühne gespielt, da er aber hauptsächlich als Gitarrist tätig war und sich zudem des Öfteren verspielte, übernahm sein Gitarren-Roadie die Keyboards.

## Titelliste
1. The One to Sing the Blues – 3:07
2. I’m So Bad (Baby I Don’t Care) – 3:13
3. No Voices in the Sky – 4:12
4. Going to Brazil – 2:30
5. Nightmare/The Dreamtime – 4:40
6. Love Me Forever – 5:27
7. Angel City – 3:57
8. Make My Day – 4:24
9. R.A.M.O.N.E.S. – 1:26
10. Shut You Down – 2:41
11. 1916 – 3:44

## Musik und Texte
Mit Love Me Forever und 1916 enthält erstmals ein Motörhead-Album zwei ruhige Songs. Bei 1916 handelt es sich um ein für Motörhead untypisches Stück, da hauptsächlich ein Cello zu hören ist. Den Text schrieb Kilmister, noch bevor die Musik komponiert war. Das Lied beschreibt anhand der Schlacht an der Somme die Brutalität des Ersten Weltkriegs aus der Sicht eines 16-jährigen Soldaten. Das Stück The One to Sing The Blues ist stark vom Lebensgefühl des Blues beeinflusst, Going to Brazil und Angel City sind dem Rock ’n’ Roll zuzuordnen. Der Text von Angel City handelt zwar vom Leben in Los Angeles, wurde aber von Kilmister noch vor seinem Umzug in die USA geschrieben. Neben diesem Lied kamen bei 1916 und bei Nightmare/The Dreamtime Keyboards zum Einsatz.
Das schnellste und kürzeste Lied R.A.M.O.N.E.S. ist ein Tribut an die Punk-Band Ramones.

### Kommentare der Mitglieder
- The One to Sing the Blues

Lemmy Kilmister: „Inhalt: Mädchen verläßt Jungen, Junge ist stinksauer, schreit Mädchen an, und will sich rächen.“
Lemmy Kilmister: „Da ist aber keine Bluesnote drin, im Gegenteil! Es ist sogar ein ziemlich schnelles Stück geworden […]. […] Irgendwann einmal hab’ ich diese Textzeile so geschrieben, und da hab‘ ich mir gedacht: Nennst du das Ding einfach ‚The Blues‘! Und dann haben wir es eine Zeitlang einfach nur ‚The One‘ genannt. Yeah, und irgendwann ist daraus dann eben ‚The One to Sing the Blues‘ geworden… Einfach so…“
- I’m So Bad (Baby I Don’t Care)

Lemmy Kilmister: „Typisch Motörhead. I’m so bad – das beschreibt das, was ich auch tatsächlich am meisten bin […].“
Lemmy Kilmister: „I’m So Bad ist ein totaler Machosong, in der jede Menge männliche Arroganz durchklingt. Da brauchen wir nicht näher drauf eingehen.“
Lemmy Kilmister: „Außerdem einer der witzigsten Texte, die ich je geschrieben habe. Da konnte man mal wieder sehen, wie humorig die radikale feministische Front sein kann – eine Frau beim Melody Maker verdammte den Song allen Ernstes als sexistisch.“
- No Voices in the Sky

Lemmy Kilmister: „In den Lyrics geht es dabei um die organisierte Religion. Um solche Leute, die aus der Gutgläubigkeit anderer Menschen ein Geschäft machen. Sie sagen: ‚Gib mir 100 Dollar – und dann werde ich dafür sorgen, daß du bis in alle Ewigkeit an Gottes rechter Hand sitzen wirst!‘ – so oder ähnlich… Das ist doch Bullshit! Mich kotzen solche Typen an! Das Schlimme ist nur, daß sich hier in den Staaten jeder eine Kutte überziehen und als TV-Prediger sein Ding durch- und die Leute abziehen kann – dagegen schreitet niemand ein. Auf der anderen Seite versuchen sie den Kids auch noch ihren Rock’n’Roll, durch den nun wirklich niemand zu Schaden kommt, mittels Zensur zu nehmen…“
- Going to Brazil

Lemmy Kilmister: „Es geht da um einen Flug nach Brasilien – die ganze Atmosphäre in dem Jet während des Fluges dorthin… Während du da im Flieger sitzt und von hoch oben auf die Erde runterschaust, machst du dir bestimmte Gedanken. Und wenn du dann noch beim Landeanflug den Zuckerhut in Rio siehst…“
Lemmy Kilmister: „Es war ein 16-Stunden-Flug, und wenn du so lange unterwegs bist, wenn du nach L.A., Japan oder sonstwohin fliegst, dann bin ich immer stockbesoffen – und die Stewardessen meist auch! Irgendwo auf dem Weg nach Japan sitzt man dann in so einem Käfig und erzählt dreckige Witze – unvergleichlich!“
Lemmy Kilmister: „‚Going To Brazil‘ […] beschreibt wie man auf einem Flug nach Brasilien am schnellsten und besten besoffen wird. Ist aus eigener Erfahrung entstanden: Ein Sauflied!“
- Nightmare/The Dreamtime

Lemmy Kilmister: „[D]azu wurde ich von einem Horrorfilm inspiriert, und zwar die ersten beiden Zeilen sind von ‚Nightmare On Elmstreet‘, erster Teil, beeinflußt. Teil zwei und drei sind längst nicht so gut. Ich glaube auch, ‚Hallows Eve‘ hat mich inspiriert; ich mag das Genre der Horrormovies, leider gibt es nur wenig Gutes darunter.“
Lemmy Kilmister: „Das ist ein bißchen langsamer… In den Lyrics geht es dabei schlicht und einfach um Horror, Alpträume… Alpträume, wie du sie jede Nacht erleben kannst und wie du sie bestimmt auch schon mal erlebt hast. […] Du wachst dann auf, schweißgebadet, sitzt in deinem Bett und im dunklen Zimmer – und du weißt erst einmal überhaupt nicht, was los ist – einfach unheimlich… Dementsprechend klingt ‚Nightmare/The Dreamtime‘ dann auch schon fast diabolisch und schwerfällig.“
Würzel: „Hahaha, der Song ist wirklich krank. Wir haben ihn im Studio um das Bass-Riff herum komponiert und die Gitarren rückwärts aufgenommen.“
Würzel: „Diesen Song mag ich sehr, er könnte noch ein bißchen ekliger sein, verrückter. Gerade im Mittelpart hätte man ein paar schaurige Effekte einbauen können.“
- Love Me Forever

Lemmy Kilmister: „Das ist ein Song, der etwas anderes ist als die anderen. Erst einmal ist er viel langsamer gehalten. Dann hat er noch diesen melodramatischen Touch […] Und dann finde ich, daß die Vocal-Lines unheimlich gut gelungen sind. […] In den Lyrics geht es dabei, wie der Titel vielleicht schon andeutet, um gewisse Versprechungen […] ‚Ich verspreche dir nichts – also brauchst du mir auch nichts zu versprechen!‘“
Lemmy Kilmister: „Textlich richtet sich dieser Song an eine geliebte Frau, und jeder, der den Song bisher gehört hat, sagt: ‚Du sprichst mir aus dem Herzen, ich fühle genau, wie Du es in diesem Text beschreibst.‘ Es fällt den meisten Leuten leicht, sich mit diesem Text zu identifizieren. Es schwingt hier auch eine gewisse Melancholie mit.“
Phil Campbell: „[Lemmy] hat hier ja auch Gesangsunterricht genommen, das macht sich eben bezahlt. Ich bin besonders auf die melodischen und sehr gelungenen Gitarrensoli stolz, die Wurzel und ich abwechselnd spielen. Ich könnte jeden Tag ein Liebeslied schreiben.“
- Angel City

Lemmy Kilmister: „Und das ist jetzt wieder ein schnellerer Rock’n’Roll-Song. Wir nutzten für dieses Stück einige Instrumente, die für gewöhnlich nicht so Motörhead-typisch sind: Piano und Saxophone. Wir haben damit keine Probleme, so etwas in unseren Songs mit einzubauen. […] Im Text geht es dabei um all die Bands, die nach Los Angeles kommen, um sich ihren Teil vom Kuchen des Starruhms abzuschneiden und die einfach nur schnell berühmt werden wollen. Doch die wenigsten schaffen es dann auch tatsächlich…“
- Make My Day

Lemmy Kilmister: „Das Stück hat eigentlich keine konkrete textliche Aussage. Es ist einfach nur ein weiterer, Motörhead-typischer Rock’n’Roller! Einfach schnell, drauf los und fertig!“
Lemmy Kilmister: „[…] ein Lovesong oder eher ein Sexsong, wieder vom männlich-chauvinistischen Standpunkt aus geschrieben.“
- R.A.M.O.N.E.S.

Lemmy Kilmister: „Ich schrieb das Stück für die Ramones. Es ist eine hervorragende Band. Die Jungs haben – ob bewußt oder unbewußt – viele Musiker inspiriert. […] Ich finde, es war schon längst überfällig, daß jemand endlich einmal den Ramones eine Hymne widmet!“
Phil Campbell: „Der Text stammt von Lemmy, aber die Musik war ursprünglich viel langsamer. Wir dachten, hey, wenn wir das schneller spielen, hört es sich genau so an wie die Ramones. Dann hat Lemmy den Text geschrieben. Also eigentlich mehr ein Zufall, aber wir mögen die Ramones sehr.“
- Shut You Down

Lemmy Kilmister: „Wir haben nicht unbedingt immer absolut ernst gemeinte Botschaften in unseren Lyrics. Und das ist ein Song, auf den das auch zutrifft. Vom musikalischen [sic] her gesehen ist es erneut einer dieser für uns typischen und schnellen Rock’n’Roller!“
Lemmy Kilmister: „‚Shut You Down‘ ist wieder ein Machosong […].“
- 1916

Lemmy Kilmister: „Das ist ein Stück über den ersten Weltkrieg. Er unterscheidet sich sehr vom Rest unseres Materials: Nicht schnell, keine Gitarren… Nur eine Orgel, etwas Schlagzeug und meine Stimme natürlich. Dadurch kommt auch eine unheimlich bedrückende Atmosphäre zustande. Im Text geht es um die sinnlose Opferung von Menschenleben, um die Verschwendung von Geld, um die Vergeudung von Zeit, und so weiter – und wofür? Im Prinzip für gar nichts! Wenn du tot bist, hast du nichts davon. Und wenn du das alles überlebst, wirst du feststellen, daß du als armer Schlucker nur deine Zeit für andere verschwendet hast!“
Lemmy Kilmister: „Ich wurde durch einen Dokumentarfilm über den 1. Weltkrieg zu diesem Stück inspiriert. Es ist als Anklage zu verstehen, als Antikriegssong, als Protestsong. Ich schrieb es aus der Perspektive eines Gefallenen, der das Elend und Sterben um ihn herum reportiert. […] Die Jungen hatten teilweise sogar gelogen was ihr Alter betraf, hatten sich älter gemacht, um als Soldaten dabei sein zu können! Jeder wollte ein Held sein, dabei war alles so sinnlos.“
Lemmy Kilmister: „Was spricht dagegen, daß wir eine Ballade aufnehmen? Wer sagt, daß wir das nicht machen können, nur weil wir häßlich sind und lange Haare haben? Als Heavy-Metal-Musiker wirst du viel zu schnell in eine bestimmte Kiste gepackt – und genau dagegen wehren wir uns. Wir hatten halt diesmal mehr Zeit und konnten deshalb ein paar außergewöhnliche Ideen verwirklichen.“
Würzel: „[Lemmy] hat den Song im Alleingang verwirklicht und aufgenommen. Von der Band war niemand daran beteiligt. Wir hatten gerade einen day off […]. Lemmy hat zusammen mit unserem Produzenten, der die Keyboards- und Cello-Parts beisteuerte, den Song aufgenommen, mit Hilfe eines Drum-Computers, der Philthy ersetzte!“
Würzel: „Es ist ein Stück über das Soldatendasein generell, am Beispiel des Ersten Weltkrieges. Ich muß allerdings zugeben, daß ‚1916‘ nicht unbedingt mein Lieblingssong auf der neuen LP ist.“

## Rezeption
Matthias Penzel vom Fachblatt Musikmagazin meinte, Motörhead gehe mit „Sturheit, Entschlossenheit“ und „Konsequenz“ zu Werke und klinge bis auf die Ballade, die klinge „als versuche sich die Edgar Broughton Band an tschechischem Liedgut“, wie immer. Er vergab 6 Punkte.
Chris Glaub schrieb im Break Out: „[…] der Großteil der Songs wurde brachial, lautstark, stellenweise gar barbarisch nach altbewährter Motörhead-Manier eingespielt, spritziger, flotter und eine ganze Klasse besser als der laue Vorgänger Rock’n’Roll […].“ Im Anschluss charakterisierte er die einzelnen Songs, wobei er 1916 als „Highlight“ hervorhob und anmerkte: „[…] eine echte Ballade! Nie hätte ich das für möglich gehalten […]!“. Eine Ausgabe weiter knüpfte er daran an: 1916 sei ein „recht trauriges und melancholisches“ Lied, trotzdem sein „absoluter Favorit“.
Für Metal-Star-Autorin Eva Ries war das Songwriting „punkorientiert“ und Love Me Forever „das beste Stück auf dem Album“. Im Folgeheft warnte Susanne Murken, anzunehmen, „daß sowieso alle Motörhead-Alben gleich klingen […], denn die Band hat einige Überraschungen parat“. Die balladesken Titel nötigten ihr den größten Respekt ab. Zu Love Me Forever schrieb sie: „Diese Ballade läßt nicht nur eingefleischte Fans andächtig und ehrfürchtig lauschen […]. So rauh und so schön – wer hätte das gedacht!!“ Zu 1916 rutschte ihr nur ein „Woww!!!“ heraus. Am Ende stand die Höchstwertung 10 zu Buche. Weitere zwei Hefte später äußerte sich auch Charles Hertzog zu 1916: „Auf dem Titeltrack läßt sich Lemmy von Keyboards und Cello begleiten, mit Love Me Forver gibt’s sogar eine Ballade, doch der Rest ist knallharter Stoff mit hartem Drive und heulenden Gitarren. Das neue Album ist ein Hammer […].“
Im Rock Hard schrieb Steffan Chirazi: „1916 ist das stärkste MOTÖRHEAD-Werk überhaupt.“ Weiter ausholend erklärte er es zum „beste[n] Rock’n’Roll-Album der letzten Jahre“. Von der „krankhaft-verdrehten Nummer Nightmare/The Dreamtime“ zeigte er sich besonders angetan. Götz Kühnemund erkor 1916 mit 9,5 von 10 Punkten zur „Platte des Monats“ und führte dafür fünf Gründe an: Die Balladen, den Rock’n’Roll, den Punk, die Kompromisslosigkeit, die altbekannten Motörhead-Trademarks. Alles zusammen sei „ebenso mutig wie genial“.
In seinem vom Metal Hammer in die Februar-Ausgabe übernommenen Vorbericht nannte Jon Sutherland 1916 „eindeutig ihr bisher mutigstes Rock-Abenteuer“ und das Titelstück den „ungewöhnlichste[n] Motörhead-Song“. „Es ist ein langsames, beängstigendes Gedicht, das nur von einer Orgel, einem Cello und einer langsamen, unheimlichen Trommel begleitet wird. […] [Der] Song […] macht mich immer noch betroffen.“ Im Monat darauf siegte 1916 im Soundcheck und erhielt dadurch das Prädikat „Best of All“ mitsamt einer ausführlichen Besprechung. Redakteur Buffo nannte das Album darin „phänomenal“ und prophezeite, dass sich „neue Käuferschichten erschließen werden, denn für Motörhead-Verhältnisse ist das neue Werk überraschend ‚kommerziell‘ ausgefallen“. Neben den neuen ruhigen Momenten bekäme man aber auch wieder „dreckigste Rock’n’Roll-Kost“ geboten, nämlich mit den Motörhead-„Klassikern“ vergleichbare Songs, „ungebrochen rauh und hart, ungeschliffen, das willkommene Rezept der Legenden für die Neunziger“. Sein Kollege Matthias Mineur war, was die „Kommerzialität“ anbelangt, derselben Auffassung, so schrieb er 1996: „[…] lediglich für die Machwerke MARCH ÖR DIE und 1916 schien die Band mit teuren Produktionen und einigen vermeintlichen Radiosingles […] um größere Kommerzialität zu buhlen.“
Beschreibung und Bewertung wollten im Musikexpress nicht so recht zusammenpassen. Dort war von einem „Bataillon wildgewordener Planierraupen“, die „plötzlich jeden Anflug von Blues-Stimmung im Keim ersticken“ die Rede. Die Musiker wurden „wahre Destrukteure“ genannt und bezichtigt, „kräftigst Keyboards-Sülze in den dräuenden Metal-Cocktail […] zu schütten“. Der Titelsong sei „aberwitzig“ und mache den „Metal-Freak […] platt“. Vergeben wurden 6 von 7 möglichen Punkten.
Die Internet-Plattform Allmusic vergab 3 von 5 möglichen Sternen.
Im Jahr 2023 coverte die Power-Metal-Band Sabaton den Titeltrack 1916 auf deren Album Stories From The Western Front. Es wurden ein Lyricsvideo und ein Musikvideo veröffentlicht, in welchen auch Phil Campbell und Mikkey Dee  mitwirkten. Beide Videos haben Abrufzahlen im einstelligen Millionenbereich.

## Erfolge
Am 24. Dezember 1990, Kilmisters 45. Geburtstag, erschien die Single One to Sing the Blues, die Anfang 1991 Platz 45 der britischen Singlecharts erreichte. Das Album erschien im Februar 1991, erreichte Platz 24 der britischen Albumcharts sowie mit rund 30.000 in den USA verkauften Einheiten Platz 142 der US-amerikanischen Albumcharts. Es war 1992 für einen Grammy Award in der Kategorie Best Metal Performance nominiert.
Über die Verkaufszahlen in den USA und in England zeigte sich die Band zutiefst enttäuscht, allein die 100.000 in Deutschland abgesetzten Einheiten hellten die Stimmung auf.